# Associazione Calcio Udinese 1972-1973
Questa voce raccoglie le informazioni riguardanti l'Associazione Calcio Udinese nelle competizioni ufficiali della stagione 1972-1973.

## Stagione
Nella stagione 1972-1973 l'Udinese disputa il girone A del campionato di Serie C, con 52 punti lo vince con il Parma ma perde lo Spareggio promozione a vantaggio dei ducali parmensi che salgono in Serie B, retrocedono in Serie D il Rovereto con 32 punti, la Cossatese con 31 punti ed il Verbania con 20 punti.
Quello di questa stagione è stato uno dei campionati più emozionanti nella storia dell'Udinese. Quattro squadre si giocano la promozione sino all'ultimo tuffo, Parma, Udinese, Venezia e Alessandria. Il verdetto finale del campo recita: Parma e Udinese 52 punti, Alessandria 51 e Venezia 50. In Serie B c'è posto per una sola squadra, quindi serve lo spareggio che si gioca il 24 giugno 1973 allo Stadio Menti di Vicenza, dove i sogni friulani svaniscono nel primo tempo, vince (2-0) il Parma che sale in Serie B. Il lavoro dell'allenatore Luigi Comuzzi a Udine è encomiabile, sono bastati alcuni ritocchi per creare uno squadrone, e sono quelli di Michele Girelli giunto dall'Avellino, di Osvaldo Pavoni dal Genoa, dell portiere Adriano Zanier dalla Casertana e dal mercato di novembre il ritorno in bianconero dal Monza del goriziano Giorgio Blasig che con 11 reti risulta il miglior realizzatore stagionale udinese, di questo memorabile campionato.

## Rosa
| N. |                   | Ruolo | Calciatore        |
| -- | ----------------- | ----- | ----------------- |
|    | Italia (bandiera) | A     | Giorgio Blasig    |
|    | Italia (bandiera) | D     | Franco Bonora     |
|    | Italia (bandiera) |       | Carlo Comin       |
|    | Italia (bandiera) | C     | Romeo Comisso     |
|    | Italia (bandiera) | A     | Sergio Comisso    |
|    | Italia (bandiera) | C     | Roberto Comuzzi   |
|    | Italia (bandiera) | A     | Rosilio Dedè      |
|    | Italia (bandiera) | C     | Fabrizio Di Lena  |
|    | Italia (bandiera) | A     | Giovanni Galeone  |
|    | Italia (bandiera) | C     | Massimo Giacomini |
|    | Italia (bandiera) | C     | Michele Girelli   |

| N. |                   | Ruolo | Calciatore          |
| -- | ----------------- | ----- | ------------------- |
|    | Italia (bandiera) | D     | Virginio Iesse      |
|    | Italia (bandiera) | C     | Denis Mendoza       |
|    | Italia (bandiera) | A     | Osvaldo Pavoni      |
|    | Italia (bandiera) | A     | Guerrino Pellizzari |
|    | Italia (bandiera) | D     | Dario Pighin        |
|    | Italia (bandiera) | C     | Sergio Politti      |
|    | Italia (bandiera) | P     | Leonardo Zaina      |
|    | Italia (bandiera) | D     | Pietro Zampa        |
|    | Italia (bandiera) | P     | Adriano Zanier      |
|    | Italia (bandiera) | D     | Alessandro Zanin    |

## Risultati

### Serie C

#### Girone di andata
| Arbitro: | Laurenti (Padova) |

|               |           |  |
| Pellizzari 7’ | Marcatori |  |

| Arbitro: | Schena (Foggia) |

|             |           |             |
| Bassini 14’ | Marcatori | 63’ Politti |

| Arbitro: | Levrero (Genova) |

|             |           |  |
| Girelli 64’ | Marcatori |  |

| Parma 8 ottobre 1972 4ª giornata | Parma             | 0 – 0 | Udinese | Stadio Ennio Tardini (4.000 spett.)\| Arbitro: \| Testuzza (Genova) \| |
| Arbitro:                         | Testuzza (Genova) |       |         |                                                                        |

| Arbitro: | Clerico (Chiavari) |

|                  |           |  |
| Politti 10’, 26’ | Marcatori |  |

| Arbitro: | Grassi (Savona) |

|                            |           |            |
| Ciclitira 13’ Musiello 90’ | Marcatori | 79’ Pavoni |

| Arbitro: | Medeghini (Brescia) |

|                          |           |  |
| Zanin 49’ Pellizzari 81’ | Marcatori |  |

| Arbitro: | V. Lattanzi (Roma) |

|               |           |  |
| Inferrera 79’ | Marcatori |  |

| Arbitro: | Testuzza (Genova) |

|                         |           |  |
| Pellizzari 6’ Zanin 18’ | Marcatori |  |

| Arbitro: | Ciulli (Roma) |

|                       |           |  |
| Blasig 24’ Pavoni 70’ | Marcatori |  |

| Arbitro: | Menicucci (Firenze) |

|                                      |           |                   |
| B. Bianchi 35’, 59’ (rig.) Berta 38’ | Marcatori | 79’ (rig.) Blasig |

| Piacenza 3 dicembre 1972 12ª giornata | Piacenza      | 0 – 0 | Udinese | Stadio Galleana (4.500 spett.)\| Arbitro: \| Lupi (Genova) \| |
| Arbitro:                              | Lupi (Genova) |       |         |                                                               |

| Arbitro: | Borghesi (Forlì) |

|            |           |  |
| Bonora 59’ | Marcatori |  |

| Arbitro: | Lenardon (Siena) |

|          |           |  |
| Roffi 7’ | Marcatori |  |

| Arbitro: | Baldoni (Ancona) |

|                      |           |             |
| Zanin 19’ Blasig 48’ | Marcatori | 50’ Cipelli |

| Solbiate Arno 7 gennaio 1973 16ª giornata | Solbiatese         | 0 – 0 | Udinese | Stadio Felice Chinetti (2.000 spett.)\| Arbitro: \| Lanzetti (Viterbo) \| |
| Arbitro:                                  | Lanzetti (Viterbo) |       |         |                                                                           |

| Arbitro: | Del Fiandra (Massa) |

|           |           |           |
| Zanin 76’ | Marcatori | 90’ Girol |

| Arbitro: | F. Lattanzi (Macerata) |

|  |           |             |
|  | Marcatori | 82’ Politti |

| Arbitro: | Cesari (Bologna) |

|                   |           |  |
| Blasig 89’ (rig.) | Marcatori |  |

#### Girone di ritorno
| Arbitro: | Schena (Foggia) |

|               |           |  |
| Vivarelli 85’ | Marcatori |  |

| Udine 11 febbraio 1973 21ª giornata | Udinese          | 0 – 0 | Legnano | Stadio Moretti (5.000 spett.)\| Arbitro: \| Benedetti (Roma) \| |
| Arbitro:                            | Benedetti (Roma) |       |         |                                                                 |

| Trieste 18 febbraio 1973 22ª giornata | Triestina                    | 0 – 0 | Udinese | Stadio Giuseppe Grezar (12.000 spett.)\| Arbitro: \| Agnolin (Bassano del Grappa) \| |
| Arbitro:                              | Agnolin (Bassano del Grappa) |       |         |                                                                                      |

| Udine 25 febbraio 1973 23ª giornata | Udinese                | 0 – 0 | Parma | Stadio Moretti (12.000 spett.)\| Arbitro: \| Martinelli (Catanzaro) \| |
| Arbitro:                            | Martinelli (Catanzaro) |       |       |                                                                        |

| Arbitro: | Frasso (Capua) |

|               |           |                |
| Mondonico 15’ | Marcatori | 60’ Pellizzari |

| Arbitro: | Ambrosio (Napoli) |

|            |           |  |
| Blasig 50’ | Marcatori |  |

| Arbitro: | Esposito (Torre Annunziata) |

|  |           |                 |
|  | Marcatori | 43’, 84’ Blasig |

| Arbitro: | Lapi (Firenze) |

|                 |           |              |
| Pavoni 32’, 61’ | Marcatori | 69’ Miorandi |

| Cossato 8 aprile 1973 28ª giornata | Cossatese     | 0 – 0 | Udinese | Stadio Ezio Abate (1.500 spett.)\| Arbitro: \| Ciulli (Roma) \| |
| Arbitro:                           | Ciulli (Roma) |       |         |                                                                 |

| Arbitro: | Chiapponi (Livorno) |

|  |           |                           |
|  | Marcatori | 34’ Blasig 77’ Pellizzari |

| Arbitro: | Mascia (Milano) |

|                           |           |  |
| Blasig 32’ Pellizzari 86’ | Marcatori |  |

| Udine 29 aprile 1973 31ª giornata | Udinese            | 0 – 0 | Piacenza | Stadio Moretti (4.000 spett.)\| Arbitro: \| Lanzetti (Viterbo) \| |
| Arbitro:                          | Lanzetti (Viterbo) |       |          |                                                                   |

| Arbitro: | Turiano (Reggio Calabria) |

|           |           |                                                  |
| Fazzi 13’ | Marcatori | 15’ (aut.) Taddei 35’ (aut.) Veracini 55’ Blasig |

| Udine 13 maggio 1973 33ª giornata | Udinese            | 0 – 0 | Venezia | Stadio Moretti (19.000 spett.)\| Arbitro: \| Stagnoli (Bologna) \| |
| Arbitro:                          | Stagnoli (Bologna) |       |         |                                                                    |

| Tortona 20 maggio 1973 34ª giornata | Derthona          | 0 – 0 | Udinese | Stadio Fausto Coppi (4.000 spett.)\| Arbitro: \| Barboni (Firenze) \| |
| Arbitro:                            | Barboni (Firenze) |       |         |                                                                       |

| Arbitro: | Benedetti (Roma) |

|                                   |           |  |
| Blasig 4’ Pellizzari 37’ Dedè 43’ | Marcatori |  |

| Arbitro: | Ciulli (Roma) |

|               |           |                |
| Mazzoleri 20’ | Marcatori | 30’ Pellizzari |

| Arbitro: | Fuschi (Pescara) |

|                            |           |           |
| Pellizzari 15’ Politti 68’ | Marcatori | 89’ Reali |

| Arbitro: | Levrero (Genova) |

|  |           |             |
|  | Marcatori | 51’ Galeone |

#### Spareggio promozione
| Arbitro: | Panzino (Catanzaro) |

|                    |           |  |
| Sega 15’ Volpi 33’ | Marcatori |  |

### Coppa Italia Semiprofessionisti

#### Fase eliminatoria a gironi
| Arbitro: | Agnolin (Bassano del Grappa) |

|  |           |           |
|  | Marcatori | 89’ Rakar |

| Arbitro: | Zacchetti (Milano) |

|          |           |                     |
| Dedè 60’ | Marcatori | 73’ (rig.) Flaborea |

| Mestre 30 agosto 1972 3ª giornata | Mestrina            | 0 – 0 | Udinese | Stadio Francesco Baracca (2.500 spett.)\| Arbitro: \| Menicucci (Firenze) \| |
| Arbitro:                          | Menicucci (Firenze) |       |         |                                                                              |

| Trieste 2 settembre 1972 4ª giornata | Triestina        | 0 – 0 | Udinese | Stadio Giuseppe Grezar\| Arbitro: \| Scolari (Verona) \| |
| Arbitro:                             | Scolari (Verona) |       |         |                                                          |

| Arbitro: | Pieri (Genova) |

|            |           |                 |
| Scarpa 80’ | Marcatori | 12’, 33’ Pavoni |

| Arbitro: | Selicorni (Novara) |

|                        |           |  |
| Girelli 44’ Pavoni 61’ | Marcatori |  |